# Владета Живковић
Владета Живковић (Доњи Крчин, 24. април 1961 — Београд, 8. март 2022) био је потпуковник Војске Републике Српске. Током рата је командовао 1. Вучијачком лаком пјешадијском бригадом Војске Републике Српске која је била у саставу 1. Крајишког корпуса.

## Биографија
Рођен је 24. априла 1961. године у Доњем Крчину, општина Варварин. Завршио је Војну академију Копнене војске ЈНА, и са чином потпоручника ступио у службу у Билећи. Након што се ЈНА почела повлачити са територије Босне и Херцеговине у периоду март-мај 1992. Живковић је, тада у чину капетана, одлучио да остане и да настави да се бори иако је имао могућност да се повуче у Савезну Републику Југославију. Постао је један од организатора одбране српског народа на Вучијаку. Постављен је за команданта Прве вучијачке лаке пјешадијске бригаде ВРС. Овом бригадом је командовао приликом тешких борби на посавском ратишту, посебно у садејству са Другом посавском бригадом против шест бригада Хрватске војске које су се налазиле на територији Босне и Херцеговине. У борбама вођеним на Свињашници током љета 1994. бригада је под његовом командом уз садејство са Четвртом озренском лаком пјешадијском бригадом зауставила офанзиву Трећег корпуса АРБиХ под називом "Брана-94". Живковић је тешко рањен 1995. године у рејону села Шеварлије код Добоја од нагазне мине. Пензионисан је у чину потпуковника. Одликован је орденом Милоша Обилића.
Сахрањен је 12. марта 2022. на Новом Бежанијском гробљу у Београду.